# Naturschutzgebiet Negertal
Das Naturschutzgebiet Negertal mit einer Größe von 34,2 ha liegt nördlich von Brunskappel bis zur Einmündung der Neger in die Ruhr im Stadtgebiet von Olsberg im Hochsauerlandkreis. Das Gebiet wurde 2004 mit dem Landschaftsplan Olsberg durch den Hochsauerlandkreis als Naturschutzgebiet (NSG) ausgewiesen.

## Gebietsbeschreibung
Beim NSG handelt es sich um den Fluss Neger und die Flussaue.

## Schutzzweck
Im NSG soll der Fluss und die Aue geschützt werden. Wie bei allen Naturschutzgebieten in Deutschland wurde in der Schutzausweisung darauf hingewiesen, dass das Gebiet „wegen der Seltenheit, besonderen Eigenart und Schönheit des Gebietes“ zum Naturschutzgebiet wurde.